# Terebra castaneostriata
Terebra castaneostriata é uma espécie de gastrópode do gênero Terebra, pertencente a família Terebridae.